# Iso Kuumujärvi
Iso Kuumujärvi är en sjö i Finland. Den ligger i kommunen Kuhmo i landskapet Kajanaland, i den centrala delen av landet, 500 km nordost om huvudstaden Helsingfors. Iso Kuumujärvi ligger 213,8 meter över havet. Den är 10,9 meter djup. Arean är 2,86 kvadratkilometer och strandlinjen är 22,42 kilometer lång. Sjön  ingår i Uleälvens huvudavrinningsområde.   
I övrigt finns följande i Iso Kuumujärvi:
- Vasikkasaari (en ö)
- Venäläissaari (en ö)
- Mikonsaari (en ö)